# Едвард Ласкер
Едвард Ласкер (англ. Edward Lasker; 3 грудня 1885, Кемпно — 23 березня 1981, Нью-Йорк) — американський, раніше німецький, шахіст; міжнародний майстер (1963), міжнародний арбітр (1956). Шаховий літератор. За професією інженер-електрик. Єврейський емігрант з Німеччини до США.

## Біографія
Народився в Кемпно (Провінція Позен, Пруссія), навчався в Бреслау, потім у Вищій технічній школі Шарлотенбурга (зараз Берлінський технічний університет). Отримав диплом за спеціальностями математика і інженера машинобудування.
Чемпіон Берліна (1909, виграв матч у Еріха Кона: +1 −0 =3) та Лондона (1914). На міжнародному турнірі у Схевенінгені (1913) — 5-е місце (звання майстра). З 1914 року жив у США. Чемпіон Нью-Йорка (1915) і Чикаго (1916); 5-тикратний чемпіон західних штатів (1917—1921). На турнірі майстрів у Нью-Йорку (1922) — 1-е місце. У 1923 році програв матч за звання чемпіона США Френку Маршаллу — 8½ : 9½ (+4 −5 =9). Один з головних організаторів та учасник міжнародного турніру у Нью-Йорку (1924), на якому зіграв проти шахіста з таким самим прізвищем — Емануїла Ласкера — 10-те місце. Зробив внесок у розробку програм з шахів для ЕОМ. Ласкер також один з найвідоміших пропагандистів гри ґо в Європі та Америці, чемпіон США в ґо, його вважають «батьком американського ґо» за одну з перших книг з цієї гри: «Ґо і ґомоку». Едуард Ласкер став одним із засновників Американської асоціації ґо у 1935 році.
Протягом багатьох років жив у цивільному шлюбі з шахісткою Моною Карф.